# Mohammed Ibrahim (Schiedsrichter)

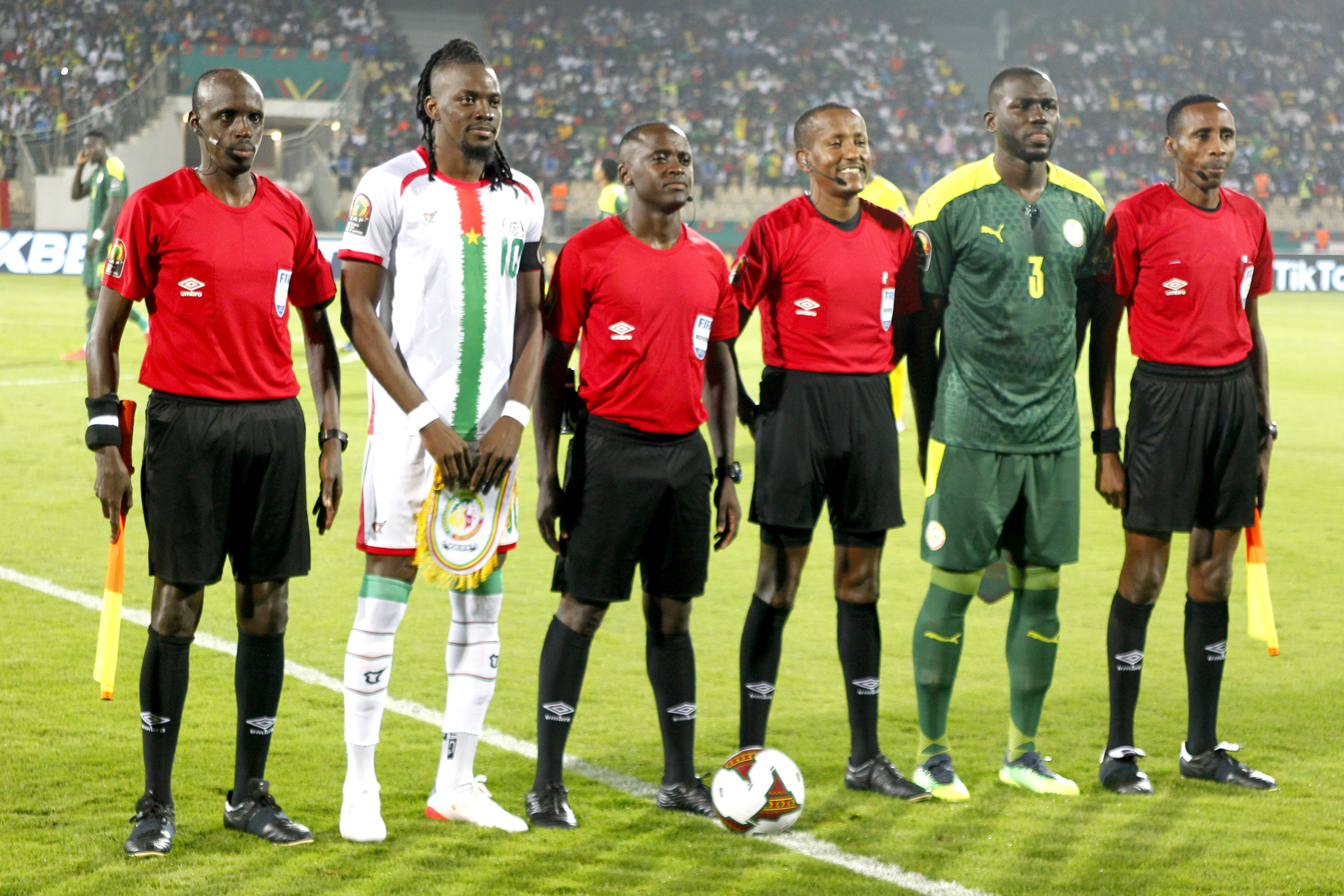
Mohammed Ibrahim (rechts) als Teil des Schiedsrichtergespanns von Bamlak Tessema Weyesa im Halbfinale des Afrika-Cups 2022

Mohammed Abdallah Ibrahim (* 30. Januar 1986) ist ein sudanesischer Fußballschiedsrichterassistent.
Seit 2014 steht Ibrahim auf der Liste der FIFA-Schiedsrichter und ist an der Spielleitung internationaler Fußballspiele beteiligt.
Ibrahim wurde bei insgesamt vier Afrika-Cups eingesetzt. Beim Afrika-Cup 2017 in Gabun, beim Afrika-Cup 2019 in Ägypten, beim Afrika-Cup 2022 in Kamerun und beim Afrika-Cup 2024 in der Elfenbeinküste leitete er insgesamt 13 Spiele.
Zudem war er unter anderem Schiedsrichterassistent bei der U-17-Weltmeisterschaft 2019 in Brasilien, beim olympischen Fußballturnier 2020 in Tokio, in der CAF Champions League, in der afrikanischen WM-Qualifikation sowie bei diversen Qualifikations- und Freundschaftsspielen.